# Campanularia antarctica
Campanularia antarctica är en nässeldjursart som beskrevs av Eberhard Stechow 1922. Campanularia antarctica ingår i släktet Campanularia och familjen Campanulariidae.
Artens utbredningsområde är Södra Ishavet. Inga underarter finns listade i Catalogue of Life.